# Kokschenga
Die Kokschenga (russisch Кокшеньга, Кокшенга) ist ein linker Nebenfluss der Ustja in der Oblast Archangelsk und der Oblast Wologda in Nordwestrussland.
Die Kokschenga entsteht am Zusammenfluss von Ilesa und Kortjuga. Sie fließt zunächst in südlicher, dann südwestlicher Richtung durch die Oblast Wologda. Sie wendet sich jedoch später nach Nordosten und fließt in die Oblast Archangelsk, wo sie nach 251 km auf die Ustja trifft.
Die Kokschenga besitzt ein Einzugsgebiet von 5670 km². Ihre wichtigsten Nebenflüsse sind die Uftjuga von links sowie die Petschenga von rechts. Zwischen November und April ist die Kokschenga von einer Eisschicht bedeckt. Das anschließende Frühjahrshochwasser während der Schneeschmelze zwischen April und Juni trägt maßgeblich zum Jahresabfluss bei. Am Pegel Moisejewskaja, 106 km oberhalb der Mündung, beträgt der mittlere Abfluss 35,5 m³/s.